# Via Traiana Nova

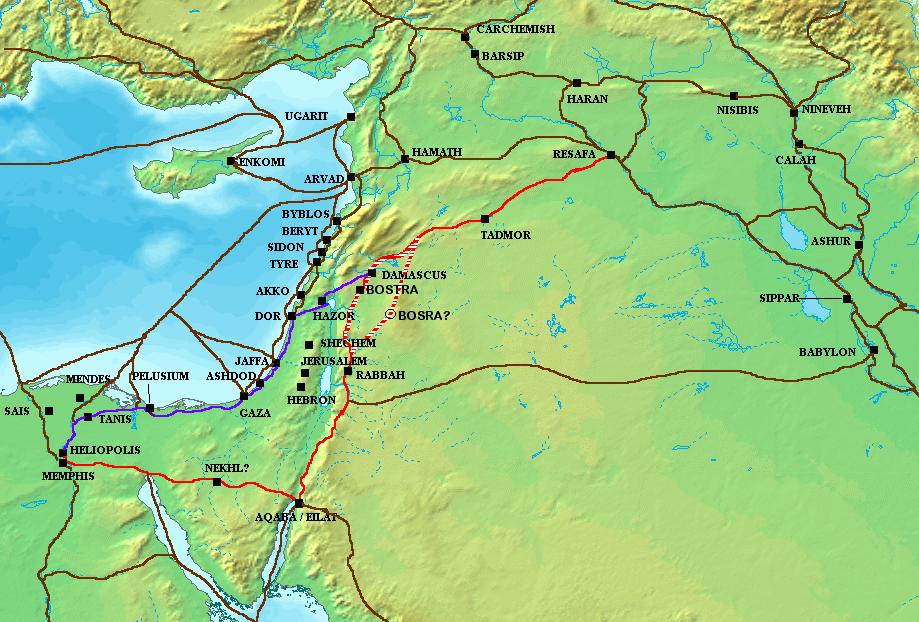
De Via Maris (paars), de Koningsweg (rood) en andere oude handelsroutes in de Levant.

De Via Traiana Nova (daarvoor bekend onder de naam Via Regia of Koningsweg) was een oude Romeinse weg die gebouwd is door keizer Trajanus. De weg liep van Bosra naar Akaba. De weg is aangelegd nadat Trajanus deze streek veroverde in 106. 
De weg staat bekend als Via Traiana Nova om het te onderscheiden van de Via Traiana in Italië.